# Granica botswańsko-zambijska
Granica pomiędzy Botswaną a Zambią – jedna z najkrótszych granic państwowych. Ciągnie się ona na długości 135 metrów, biegnąc korytem rzeki Zambezi, swoim istnieniem udaremniając istnienie czwórstyku granic państwowych. Rozpoczyna się od trójstyku z Namibią (Zambezi) na zachodzie, a kończy się trójstykiem z Zimbabwe na wschodzie.
Do 2021 na rzece Zambezi działało promowe przejście graniczne w Kasane. Zastąpione zostało przez otwarcie w maju 2021 mostu drogowo-kolejowego Kazungula. Przez most ułożone są tory kolejowe, jednak nie mają kontynuacji w Botswanie i Zambii.